# La jefa (serie de televisión)
La jefa es una serie de televisión de drama criminal estadounidense producida por Telemundo Studios para Telemundo en 2024. La serie es un reinicio de la serie de televisión de 2014 creada por Roberto Stopello, Señora Acero, siendo desarrollada por José Vicente Spataro. Se estrenó a través de Telemundo el 18 de febrero de 2025, retomando el horario que dejó vacante El Conde: amor y honor para telenovelas y series de televisión originales, y finalizó el 11 de julio de 2025.
Está protagonizada por Fabiola Guajardo e Iván Arana junto con José María Galeano, Laura Vignatti y Azela Robinson en los roles antagónicos.

## Trama
Gloria Guzmán (Fabiola Guajardo) tiene una vida envidiable: un marido ejemplar, un hijo adorado y una familia respetada. Al parecer, una vida perfecta. El día en el que une su vida con su marido Juan José (Cristián de la Fuente), comandante de la FGE, es asesinado por haber robado cinco millones de dólares al cártel de Tijuana, liderado por El Duque Medina (José María Galeano). Luego de la aprehensión, Gloria empuña un arma y le dispara en los dedos a El Duque. A raíz de este hecho, el Duque sella para siempre el destino de Gloria en sangre y sufrimiento.
La vida de Gloria se transforma en un infierno viviente por sobrevivir a las amenazas del Duque y de su cuñado Jacinto Ortega (Andrés Almeida), que exige el dinero que se robó su difunto esposo. Así que decide huir de Tijuana con su hijo Daniel (Dante Aguilar), sin un peso, sin el respaldo de su familia, la policía tras su pista y con los medios de comunicación señalándola. Lejos de sus raíces, Gloria empieza a trabajar en el salón de belleza de Maribel Ortiz (Azela Robinson), una estafadora que engaña a jovencitas para realizarles cirugías estéticas ilegales. Allí conoce a Yadira Castro (Yany Prado) y a Laura Rojas (Sara Corrales) y las tres se convierten en aliadas inseparables.
Para desgracia de Gloria, Daniel es diagnosticado con diabetes infantil. Sabe que el tratamiento es costoso y jamás podría pagarlo trabajando como peluquera, por lo que debe de usar su osadía y liderazgo para mezclarse en el camino sin final del lavado de dinero y del narcotráfico para que un poderoso capo de la mafia la apadrine y le facilite un poderío de alianzas hasta que es bautizada como La Jefa, creyendo así que podrá darle a su hijo Daniel una mejor vida. Ahora como dueña y señora temida entre los narcos, Gloria sorteará a los enemigos que le han hecho la vida imposible. A medida que avanza la historia, descubre que detrás de toda su desdicha se esconde un demonio entre las sombras.

## Reparto

### Principales
- Fabiola Guajardo como Gloria Guzmán[4]
- Iván Arana como Eduardo Torres[5]
- Mauricio Henao como Mateo Restrepo
- Azela Robinson como Maribel Ortiz
- Andrés Almeida como Jacinto Ortega
- Verónica Merchant como Matilde de Guzmán
- Pepe Gámez como Sebastián Cruz
- Yany Prado como Yadira Castro[5]
- José María Galeano como Duque Medina[6]
- Guillermo Quintanilla como Venancio Estrada
- Sara Corrales como Laura Rojas
- Jesús Moré como Mauricio Domínguez
- Jorge Luis Moreno como Ignacio Pérez «Don Nacho»
- Dante Aguiar como Daniel Cruz Guzmán
- Sachi Tamashiro como Ernestina Guzmán
- Laura Vignatti como Luisa Guzmán
- Julieta Grajales como Sonia de Fierro
- Uriel del Toro como El Cuervo
- Gary Centeno como Gael Vargas
- Pakey Vázquez como Perrón
- Nahuel Escobar como Fercho[7]
- Alejandra Lazcano
- Rodolfo Valdés como Fernando
- Mayra Batalla
- Fernando Cuautle
- Ana Pau Castell
- Alfredo Gatica
- Jorge Luis Vázquez
- Mario Alberto Monroy
- Pablo Astiazarán

### Recurrentes e invitados especiales
- Cristián de la Fuente como Juan José Cruz[8]
- Aldo Lira
- Carlos Pohls
- Ezequiel Cardenas
- Joanydka Mariel
- Jonathan Ontiveros como Facundo
- Luis Ernesto Verdín como Marlin
- Mar Arostegui
- Renata Zalvidea

## Episodios
| N.º | Título                                | Fecha de emisión original |
| --- | ------------------------------------- | ------------------------- |
| 1   | «La mujer de Fierro»                  | 18 de febrero de 2025     |
| 2   | «Marcada de por vida»                 | 19 de febrero de 2025     |
| 3   | «Enemigos en la familia»              | 20 de febrero de 2025     |
| 4   | «Eres mía»                            | 21 de febrero de 2025     |
| 5   | «Cacería»                             | 24 de febrero de 2025     |
| 6   | «Dónde está la otra parte»            | 25 de febrero de 2025     |
| 7   | «Nos vamos lejos»                     | 26 de febrero de 2025     |
| 8   | «Caminos inesperados»                 | 27 de febrero de 2025     |
| 9   | «Otro duro golpe»                     | 28 de febrero de 2025     |
| 10  | «Un supuesto enemigo»                 | 3 de marzo de 2025        |
| 11  | «Los Cruz no se quiebran»             | 5 de marzo de 2025        |
| 12  | «Soy otra mujer»                      | 6 de marzo de 2025        |
| 13  | «Volver al infierno»                  | 7 de marzo de 2025        |
| 14  | «No soy una asesina»                  | 10 de marzo de 2025       |
| 15  | «Emergencia familiar»                 | 11 de marzo de 2025       |
| 16  | «Te quedaste sin madre»               | 12 de marzo de 2025       |
| 17  | «Yo sí te creo»                       | 13 de marzo de 2025       |
| 18  | «Bajo amenaza»                        | 14 de marzo de 2025       |
| 19  | «Hay que eliminar a todos los Fierro» | 17 de marzo de 2025       |
| 20  | «No quiero esperar»                   | 18 de marzo de 2025       |
| 21  | «Carrera contra el tiempo»            | 19 de marzo de 2025       |
| 22  | «La nueva enemiga»                    | 21 de marzo de 2025       |
| 23  | «Rosas con espinas»                   | 24 de marzo de 2025       |
| 24  | «Mentiras y dinero»                   | 25 de marzo de 2025       |
| 25  | «La hija más débil»                   | 26 de marzo de 2025       |
| 26  | «Amenazas y decepciones»              | 27 de marzo de 2025       |
| 27  | «Nueva traición»                      | 28 de marzo de 2025       |
| 28  | «Más verdades salen a la luz»         | 31 de marzo de 2025       |
| 29  | «No hay vuelta atrás»                 | 1 de abril de 2025        |
| 30  | «Yo me encargo»                       | 2 de abril de 2025        |
| 31  | «El nuevo socio»                      | 3 de abril de 2025        |
| 32  | «El trasplante»                       | 4 de abril de 2025        |
| 33  | «Vender el alma al diablo»            | 7 de abril de 2025        |
| 34  | «Deudas pendientes»                   | 8 de abril de 2025        |
| 35  | «Un futuro juntos»                    | 9 de abril de 2025        |
| 36  | «Ya pagué mi deuda»                   | 10 de abril de 2025       |
| 37  | «La hora de la venganza»              | 11 de abril de 2025       |
| 38  | «La muerte ronda»                     | 14 de abril de 2025       |
| 39  | «Advertencia mortal»                  | 15 de abril de 2025       |
| 40  | «Descansa en paz»                     | 16 de abril de 2025       |
| 41  | «Una nueva vida»                      | 17 de abril de 2025       |
| 42  | «Nuevos negocios»                     | 18 de abril de 2025       |
| 43  | «¿Quién quiere entrarle al negocio?»  | 22 de abril de 2025       |
| 44  | «Nos retiramos del negocio»           | 23 de abril de 2025       |
| 45  | «El traslado»                         | 25 de abril de 2025       |
| 46  | «Favores mortales»                    | 28 de abril de 2025       |
| 47  | «El destino no perdona»               | 30 de abril de 2025       |
| 48  | «Jugarse la vida por los hijos»       | 1 de mayo de 2025         |
| 49  | «Pactos mortales»                     | 2 de mayo de 2025         |
| 50  | «El jefe de jefes»                    | 5 de mayo de 2025         |
| 51  | «Volverte a ver»                      | 6 de mayo de 2025         |
| 52  | «Matrimonio y mortaja»                | 7 de mayo de 2025         |
| 53  | «El último adiós»                     | 8 de mayo de 2025         |
| 54  | «Viuda otra vez»                      | 9 de mayo de 2025         |
| 55  | «Esa sí es Gloria»                    | 12 de mayo de 2025        |
| 56  | «Los dos dedos»                       | 13 de mayo de 2025        |
| 57  | «Carrera a la Gloria»                 | 14 de mayo de 2025        |
| 58  | «Bienvenida a Cali»                   | 15 de mayo de 2025        |
| 59  | «Un nuevo amor en Cali»               | 16 de mayo de 2025        |
| 60  | «En ésta no fue»                      | 19 de mayo de 2025        |
| 61  | «La verdad de Gloria»                 | 20 de mayo de 2025        |
| 62  | «El enemigo en casa»                  | 21 de mayo de 2025        |
| 63  | «Dos pájaros de un tiro»              | 22 de mayo de 2025        |
| 64  | «Lavando el corazón»                  | 23 de mayo de 2025        |
| 65  | «Al rescate»                          | 26 de mayo de 2025        |
| 66  | «Propuestas indecentes»               | 27 de mayo de 2025        |
| 67  | «Mi hermana, mi enemiga»              | 28 de mayo de 2025        |
| 68  | «Sacando a los traidores del medio»   | 29 de mayo de 2025        |
| 69  | «La trampa»                           | 30 de mayo de 2025        |
| 70  | «Dinero robado»                       | 3 de junio de 2025        |
| 71  | «La muerte la persigue»               | 4 de junio de 2025        |
| 72  | «Un enemigo menos»                    | 5 de junio de 2025        |
| 73  | «La traición»                         | 9 de junio de 2025        |
| 74  | «No soy una mujer cualquiera»         | 11 de junio de 2025       |
| 75  | «El traidor»                          | 12 de junio de 2025       |
| 76  | «La verdad de Mateo»                  | 13 de junio de 2025       |
| 77  | «Una cita con el destino»             | 16 de junio de 2025       |
| 78  | «No puedo más»                        | 17 de junio de 2025       |
| 79  | «Una bala para Gloria»                | 18 de junio de 2025       |
| 80  | «Un dolor en el corazón»              | 19 de junio de 2025       |
| 81  | «Visitas sorpresa»                    | 20 de junio de 2025       |
| 82  | «Buscando aliados»                    | 23 de junio de 2025       |
| 83  | «El plan de Gloria»                   | 24 de junio de 2025       |
| 84  | «La fuga»                             | 25 de junio de 2025       |
| 85  | «La guerra del fin del mundo»         | 26 de junio de 2025       |
| 86  | «La cabeza de Gloria tiene precio»    | 27 de junio de 2025       |
| 87  | «Vivir escondidos»                    | 30 de junio de 2025       |
| 88  | «Encontrar a Gloria»                  | 1 de julio de 2025        |
| 89  | «¿Dónde está Laura?»                  | 2 de julio de 2025        |
| 90  | «Amigos contra enemigos»              | 3 de julio de 2025        |
| 91  | «Mi vida por la suya»                 | 7 de julio de 2025        |
| 92  | «La verdad de Don Nacho»              | 8 de julio de 2025        |
| 93  | «Marido y mujer»                      | 9 de julio de 2025        |
| 94  | «Me dicen la Jefa»                    | 10 de julio de 2025       |
| 95  | «El futuro de Gloria»                 | 11 de julio de 2025       |

## Producción
El 9 de mayo de 2024, Telemundo anunció durante su evento del up-front para la temporada en televisión 2024-2025 que se estaba desarrollando un reinicio de Señora Acero, bajo el título provisional de Perseguida. La producción inició grabaciones el 24 de octubre del 2024 en México. Ese mismo día, se anunció que La Jefa sería el título oficial de la serie y se confirmó el reparto principal.

## Audiencias
| Temporada | Horario (ET/CT)          | Episodios | Primera emisión       | Primera emisión      | Última emisión      | Última emisión       | Prom. de espectadores (millones) |
| Temporada | Horario (ET/CT)          | Episodios | Fecha                 | Audiencia (millones) | Fecha               | Audiencia (millones) | Prom. de espectadores (millones) |
| --------- | ------------------------ | --------- | --------------------- | -------------------- | ------------------- | -------------------- | -------------------------------- |
| 1         | Lunes a viernes 10pm/9c. | 95        | 18 de febrero de 2025 | –                    | 11 de julio de 2025 | 0.96                 | 0.86                             |